# 九〇式三号水上偵察機
九〇式三号水上偵察機 E5Y1/E5K1
- 用途：偵察機
- 分類：水上機
- 設計者：佐波次郎
- 製造者：横須賀海軍工廠
- 運用者：大日本帝国海軍
- 初飛行：1928年
- 生産数：20機
- 生産開始：1932年
- 運用状況：退役

九〇式三号水上偵察機（きゅうれいしきさんごうすいじょうていさつき）は、横須賀海軍工廠（横廠）が開発した、日本海軍の単発複葉三座双浮舟式の水上偵察機。

## 開発と生産

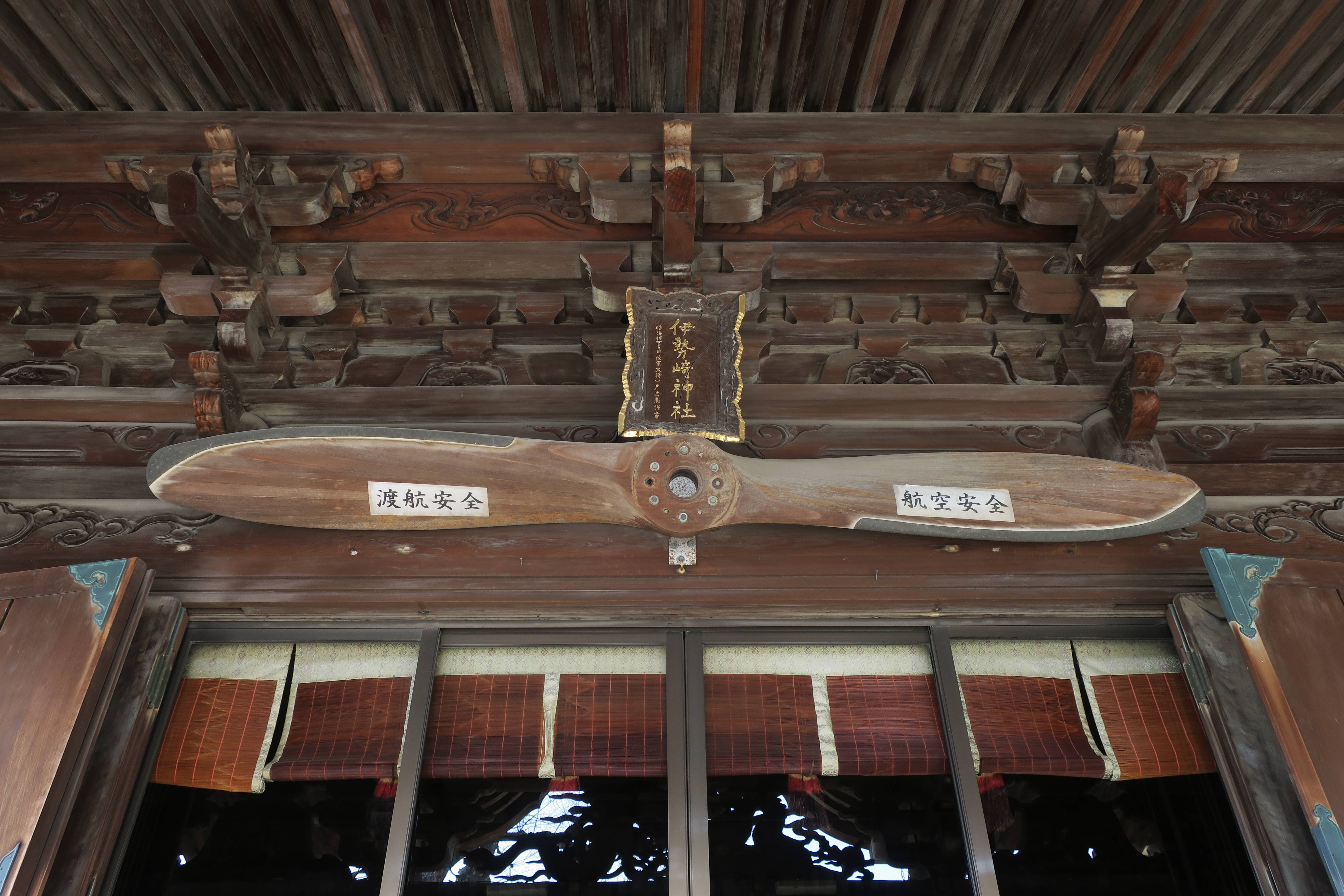
プロペラ（伊勢崎神社奉納、群馬県伊勢崎市）

一四式水上偵察機の生産が開始されて間もない1927年（昭和2年）に海軍は一四式水偵の後継機の開発を愛知航空機、中島飛行機及び川西航空機の3社に対し指示した。また、これとは別に海軍の直轄として横須賀海軍工廠に対し一四式二号水偵改一Cとして試作を行わせた。横須賀海軍工廠では佐波次郎少佐を設計主務者として、一四式水上偵察機を基に作業を開始し、翌年8月にブリストル ジュピター発動機または、九一式液冷500馬力発動機を搭載した試作機2機が完成した。
これに対し、愛知航空機を始めとする各社は複座水上偵察機の試作設計の方に注力するため辞退する結果となった。
名前は一四式であるが鋼管溶接構造の胴体は後半部を細くして後下方銃座を設け、主翼、尾翼も再設計されており全く別の機体と言っても良かった。そして水冷エンジンのロレーヌ450馬力発動機（ロレーヌ 12E）を装備した一四式二号改一C、ジュピターF8に戻し機首を延長した一四式二号改一Dを経て1932年（昭和7年）4月に九〇式三号水上偵察機として制式採用され、量産は川西航空機が担当した。
最大速度は一四式二号水偵と大差がないが、武装が前方固定機銃2挺、後方旋回2挺に爆弾250kgまでと格段に強化されているのが大きな特徴である。初期生産型では発動機にジュピターを搭載していたが、後期生産型には九一式500馬力発動機が搭載された。川西で発動機を九一式500馬力発動機に換装した後期生産型は最大速度が185km/hに、3,000mまでの上昇時間も25分に短縮している。
しかし開発に時間をかけながら大幅な向上が認められず、さらには後継機となった七試水上偵察機（後の九四式水上偵察機）の開発が順調であったため、生産機数は17機に留まった。

## 運用
1932年2月頃から戦艦に搭載されており、第一次上海事変の際には水上機母艦能登呂の搭載機として出動している。
また、海軍に献納された航空機は「報国号」と呼ばれていたが、その第1号、2号は本機であった。
九〇式三号水上偵察機の略番は横廠製が E5Y1、川西製が E5K1 となっていた。

## 性能諸元
前期型 (E5K)
- 全長： 10.812 m[10][11]
- 全幅： 14.46 m[10][11]
- 全高： 4.74 m[10][11]
- 自重： 1,850 kg[10][11]
- 全備重量： 3,000 kg[10][11]
- 最高速度： 178 km/h[10][11]
- 乗員： 3 名[* 4]
- 発動機：中島 ジュピター 空冷星型9気筒　520hp[10][11]
- 航続距離： 6.5 時間[10][11]
- 上昇率： 3,000mまで33分20秒[10][11]
- 実用上昇限度： 4,050 m[10][11]
- 武装：
  - 7.7mm機銃×4[10][11]
  - 爆弾 60kg×3 または 125kg×2[10][11]